# Japan Cup 2006 (ciclismo)
La Japan Cup 2006, quindicesima edizione della corsa, si svolse il 22 ottobre 2006 su un percorso di 151,3 km. Fu vinta dall'italiano Riccardo Riccò che terminò la gara in 3h58'18".
Il tracciato seguì un percorso cittadino, con partenza e arrivo a Utsunomiya, da ripetersi undici volte.

## Ordine d'arrivo (Top 10)
| Pos. | Corridore          | Squadra       | Tempo    |
| ---- | ------------------ | ------------- | -------- |
| 1    | Riccardo Riccò     | Saunier Duval | 3h58'18" |
| 2    | Ruggero Marzoli    | Lampre        | s.t.     |
| 3    | Vladimir Gusev     | Discovery Ch. | s.t.     |
| 4    | Stijn Devolder     | Discovery Ch. | s.t.     |
| 5    | Sylvester Szmyd    | Lampre        | a 10"    |
| 6    | Manuele Mori       | Saunier Duval | a 41"    |
| 7    | Takashi Miyazawa   | Vang          | s.t.     |
| 8    | Xavier Florencio   | Bouygues Tél. | a 43"    |
| 9    | Hidenori Nodera    | Skil-Shimano  | a 57"    |
| 10   | Shinichi Fukushima | Vang          | s.t.     |